# Stéphane Tempier
Stéphane Tempier (Gap, 5 de marzo de 1986) es un deportista francés que compitió en ciclismo de montaña en la disciplina de campo a través.
Ganó dos medallas de bronce en el Campeonato Mundial de Ciclismo de Montaña, en los años 2005 y 2019, y una medalla de plata en el Campeonato Europeo de Ciclismo de Montaña de 2006.

## Palmarés internacional
| Campeonato Mundial | Campeonato Mundial        | Campeonato Mundial | Campeonato Mundial         |
| Año                | Lugar                     | Medalla            | Competición                |
| ------------------ | ------------------------- | ------------------ | -------------------------- |
| 2005               | Livigno (Italia)          | Medalla de bronce  | Campo a través por relevos |
| 2019               | Mont-Sainte-Anne (Canadá) | Medalla de bronce  | Campo a través             |
| Campeonato Europeo |                           |                    |                            |
| Año                | Lugar                     | Medalla            | Competición                |
| 2006               | Lamosano (Italia)         | Medalla de plata   | Campo a través por relevos |